# كأس فرنسا 2007–08
كأس فرنسا 2007–2008 (بالفرنسية: Coupe de France de football 2007-2008)‏ هو الموسم 91 من كأس فرنسا. أشرف على تنظيمه اتحاد فرنسا لكرة القدم، وفاز فيه أولمبيك ليون.